# Noteriades
Noteriades is een geslacht van vliesvleugelige insecten van de familie Megachilidae.

## Soorten
- N. argentatus (Gerstäcker, 1857)
- N. bicornutus (Friese, 1904)
- N. capensis (Friese, 1922)
- N. clypeatus (Friese, 1904)
- N. chapini (Cockerell, 1933)
- N. heterostictus (Cockerell, 1936)
- N. jenniferae Griswold & Gonzalez, 2011
- N. pulchripes (Cameron, 1897)
- N. quinquecostatus (Strand, 1912)
- N. spinosus Griswold & Gonzalez, 2011
- N. tricarinatus (Bingham, 1903)
- N. zulu (Strand, 1919)